# ユダヤ史関連人物の一覧
ユダヤ史関連人物の一覧（ユダヤしかんれんじんぶつのいちらん）は、族長時代から20世紀までユダヤ人の社会・政治・文化に影響を及ぼした人物、ラビ、宮廷ユダヤ人、ユダヤ教に基づく哲学者、ユダヤ系出自のキリスト教・イスラム教への貢献者などの一覧である。

## 紀元前11世紀以前
アブラハムからモーセ、イスラエルの地への定着までの物語の期間を「族長時代」という。
考古的・科学的な研究は「古代オリエント」を参照。
- アブラハム（アブラム・ベン・テラ）　Abraham
- イサク　Isaac
- ヨセフ　Joseph
- ヤコブ（イスラエル）　Jacob：旧約聖書でイスラエルの十二部族の父と書かれる
- モーセ　Moses
- アロン　Aaron
- ヨシュア（イェホシュア）　Joshua：預言者。民数記、ヨシュア記に登場
- サムエル（シェムーエール）　Samuel：士師、預言者

## 紀元前10世紀
- サウル（シャーウール）　Saul
- ダビデ　Dawidh (在位前1000年-前961年頃)：詩篇作者と伝えられる。
- ナタン　Nātan（預言者）
- ソロモン王　Solomon (紀元前1035年頃-前925頃(?))：雅歌作者と伝えられる。

## 紀元前9世紀
預言者の一覧は旧約聖書の預言者の一覧（Liste der Propheten des Alten Testaments） を参照
- エリヤ　Eliyah, Elijah：預言者。メシアの先駆者
- イエフ (在位:前844頃-前816頃)：イスラエル王

## 紀元前8世紀
- アモス　‘amos, Amos：預言者
- イザヤ　Ysha'yah, Isaiah：後の預言者（三大預言者）
- ミカ　Mikhah, Micah：預言者
- ホセア (預言者)（英語版）　Hoshea‘, Hosea：ヤロブアム2世時代の北王国の預言者
- ヨナ Yonah, Jonah ：ニネベへ赴いたことで知られる預言者

## 紀元前7世紀
- ハバクク　Chabhaqquq, Habbakuk：預言者
- ゼパニヤ　Tzphanyah, Zephaniah：預言者
- ナホム　Nachum, Nahum：預言者
- エレミヤ　Yirmyah, Jeremiah (紀元前650年?-紀元前585年?)：後の預言者（三大預言者）

## 紀元前6世紀
- エゼキエル　Ychezqel, Ezekiel：後の預言者（三大預言者）
- ゼカリヤ　Zkharyah, Zechariah, Zacharias：預言者
- ハガイ　Chaggay, Haggai：預言者
- ダニエル　Dani'el, Daniel：伝説的人物

## 紀元前5世紀
- ネヘミア　Nchemyah, Nehemiah, Nehemias：預言者
- エステル　Hadassah, Esther（架空の人物とされる）
- エズラ　‘Ezra ：預言者。
- マラキ　Mal'akhi, Malachi：預言者
- ヨエル　Yo'el, Joel：預言者
- ヨシヤ　：イスラエル王

## 紀元前4世紀
- シモン1世 (大祭司)（英語版）：大祭司。義人シメオン（英語版）と同一人物だという説がある。

## 紀元前2世紀
- マタティア Mattathias Maccabaeus ：モディイン（英語版）の司祭。5人の息子がおり、三男がユダ・マカバイである
- ユダ・マカバイ：マカバイ戦争（紀元前166年）
- イェシュア・ベン・シラ　Yeshua ben Sira：シラ書（ベン・シラの知恵）（外典）

## 紀元前1世紀
- ヘロデ（エドム人）　(前74頃-前4年) （「新約聖書」に登場）
- ヒレル (大ヒレル)　Hillel (the Elder) (紀元前60年?-9年?)：ヒレル派（Beth Hillel）；ナーシー（サンヘドリン長）の家の祖先（タナイーム、5代目ズーグ）
- シャンマイ（シャマイ）　Shammai (紀元前50年?-30年?)：ファリサイ派。シャンマイ派（Beth Shammai）：（タナイーム、5代目ズーグ）
- ヨナタン・ベン・ウジエル　Jonathan ben Uzziel (紀元前1年-1世紀頃)：タルグーム・ヨナタン（預言書のアラム語訳）

## 1世紀
- ヨハナン・ベン・ザッカイ　Johannan ben Zakkai (Yokhanan ben-Zaqqay) ：（タナイーム）
- イエス・キリスト（ナザレのヨシュア）：キリスト教における神/神の子/メシア(キリスト)/預言者→キリスト教（「新約聖書」に登場する人物）
- 十二使徒（「新約聖書」に登場する人物）
- アレクサンドリアのフィロン　Philo of Alexandria/Philo Judaeus (紀元前30年頃 エジプト -45年頃)：ユダヤ教とギリシア哲学の融合
- フラウィウス・ヨセフス　Flavius Josephus ben Mathitjahu (37年 イスラエル -100年頃)
- オンケロス　Onkelos (’onqelos) （エジプト人改宗者）：アラム語版モーセ五書（タルグーム）の翻訳
- タルフォン　Tarfon (T‘arphon) （ロッドのタナイーム）
- ガマリエル1世　Gamaliel I ben Simon ben Hillel （ラバン・ガマリエル・ハザケン）：サンヘドリン長（ナーシー nāśī’, patriarch）、多くのタカノットを導入。ヒレルの孫。
- カラエクテのカイキリオス　Kaikilios (Caecilius, Cæcilius, Cecilius) of Kalaekte (Calacte)  ：シチリア出身の修辞家。ローマの解放奴隷の出身

## 2世紀
- ガマリエル2世　Gamaliel II （ヤブネのラバン・ガマリエル）：ナーシー。ガマリエル1世の孫
- ケリントス　Kerinthos, Cerinthus（グノーシス主義）：「イエスは人間、処刑死は救世死ではない」
- アキラ　Ακύλας, Aquila　（ポントス地方出身の改宗者）：聖書のギリシャ語訳（タルグーム・アキラ）。新約のアクラとは同名・同郷人だが、別人
- アキバ・ベン・ヨセフ　Aqibha ben Joseph (40年頃-135年頃)：ミシュナーの基礎を準備（イスラエルの地のタナイーム）
- ラビ・イシュマエル・ベン・エリシャ　Ishmael ben Elisha （イスラエルの地のタナイーム）：アキバの友人で論客、学派を形成。バライタの集成「メヒルタ mekhilta（ミドラーシュ・ハラーハー）」
- ヨシュア・ベン・ハナニヤ（ラビ・ヨシュア）　Rabbi Joshua ben Hananiah （イスラエルの地のタナイーム）：
- メイール　Me'ir （イスラエルの地のタナイーム）：ミシュナーの基礎となる資料を集める。ティベリアの南に墓のあるメイール・バアル・ハネスと同一人物とされる
- パウリーナ・ベトゥリヤ（サラ、タルムード名：ベルリヤ）　Paulina Beturia, Bәruryah, Beluryah, Belurit, Berutzia （イスラエルの地のタナイーム、改宗者）：ラビ・ハナニヤ・ベン・ラディヨンの娘、メイールの妻
- シモン・バル・コクバ　Bar Kokhba：バル・コクバの乱（132年）
- シメオン・ベン・ヨハイ　Simeon ben(bar) Yocha'i：ゾーハルの編纂（イスラエルの地のタナイーム）
- エリシャ・ベン・アブヤ　Elisha ben Abuyah (70年頃-)：キリスト教に改宗
- ヘゲシッポス（ヘゲシップス）　Saint Hegesippus (110年頃-180年頃)：教会史家
- （パネアスの）アリストブロス*　Aristobulus of Paneas (2世紀後半)：アリストテレス学派のユダヤ哲学者、トーラー註釈

## 3世紀
- ユダ・ハ＝ナシ（ユダ1世）　Rabbi Judah haNasi (135年頃-220年頃)：ナーシー（サンヘドリン長）。ミシュナー完成（イスラエルの地のタナイーム）息子はナーシーのガマリエル3世
- ラビ・ヨーハーナーン・バル・ナッパハ（ナフハ、鍛冶屋の子のラビ・ヨハネ）　Rabbi Yochanan bar-Nappacha(Naphcha), hanNappach (?-279年) （イスラエルの地のアモライーム）：
- ユダ2世　Judah II：ティベリアに住んだナーシー 息子はナーシーのガマリエル4世
- ラブ（ラビ・アバ・アリカ）　"Rabh", Rabbi Abba Arika (?-247年) （バビロニアのアモライーム）：スラ（英: Sura）の学塾 yshibhah を創設
- マル・シュムエル・ヤルヒナア（マル）　Shmuel Yarchina'ah, "Mar Samuel", Samuel of Nehardea (165年頃-257年頃) （バビロニアのアモライーム）：ネハルデア Nehardea の学塾 yshibhah の長。ラブとの論争はバビロニア・タルムード形成に貢献
- レーシュ・ラキシュ（シモン・ベン・ラキシュ）　Resh Lakish, Shim'on ben Laqish (200年頃-275年頃) （イスラエルの地のアモライーム）
- フナ　Huna （バビロニアのアモライーム） (216/212年-296-297年)：ラブの弟子、バビロニア・タルムードの「法規」面で活躍、スラの学塾長
- ヒスダ　Hisda (217年-309年頃) （バビロニアのアモライーム）：スラの学塾を再興

## 4世紀
- アバイエ　Abaye (278年-338年) （バビロニアのアモライーム）：プンペディタ Pumpedita の学塾（イェシーバー）長。ラバとの論争はバビロニア・タルムードの中核
- ラバ（アバ・バル＝ヨセフ・バル＝ハマ）　Abba bar Yoseph bar Hama, "Rabha" (280年頃-352年) （バビロニアのアモライーム）：マホザ Mahoza の学塾を運営
- ヒレル2世　Hillel II (330年頃 - 365) （イスラエルの地のナーシー）：ユダヤ暦の確立。息子はナーシーのガマリエル5世
- パパ　Rav Pappa (300年頃-375年頃) （バビロニアのアモライーム）：バビロニアのナレシュ Nareshに学塾設立
- フナ・ベン・ヨシュア　Huna ben Joshua (?-410年) （バビロニアのアモライーム）：バビロニアのナレシュに学塾設立

## 5世紀
- アシ（ラバナ）　Rabh Ashi (335/352年頃-427/8) （バビロニアのラブで、アモライーム）：バビロニア・タルムード編集に貢献
- ガマリエル6世　Gamaliel VI ：最後のサンヘドリン長（ナーシー、"patriarch"）

## 6世紀
- ヨセ・ベン・ヨセ ：代表的なピユート詩人
- ラビ・ヤナイ ：代表的なピユート詩人
- アッ＝サマウアル・イブン＝アーディヤー　’as-Samaw’al(Šmu’el) ’ibn ‘Ādiyā’ ：アラビアの詩人。アル・アブラク al-Ablaq 城主

## 7世紀
- アブドゥッラー・イブン・サバー　‘Abdullah ibn(bin) Saba‘(al-Sawda‘)：カリフ。イエメン・ユダヤ人の出身で、シーア派開祖という説がある
- エレアザル・ハカリル（エルアーザル・ハッ＝カーリール） ：代表的なピユート詩人
- マーサルジャワイヒ　Masarjawaih, Mesharsheya：医者。最初のアラビア語医学書の作成
- イサ（ヨシュア）　Isa：翻訳家
- カアブ・アル＝アフバール　Ka'b al-Achbar (?-652/54) ：イスラム教に改宗したカリフ・神学者。ユダヤ教文学をハディースに取り入れた一人

## 8世紀
- ワハブ・ビン・ムナッビヒ　Wahb bin Munabbih (?-732)：イラン系でイエメン出身のユダヤ教徒で、イスラム教に改宗。ユダヤ教文学をハディースに取り入れた一人
- アナン・ベン・ダヴィド　Anan ben David：カライ派（760年ころ成立、バビロニア）
- マアマル・アブー・ウバイダ　Ma'mar Abu 'Ubaida - アラビア言語学のバスラ派の学者（バスラ派の人物としてはバルフ出身のアル・アハファシュ（非ユダヤ系）などがいる）

## 9世紀
- エルダド・ハッ＝ダーニー　Eldad ha-Dani ：旅行家

## 10世紀
- サアディア・ベン・ヨセフ　Saadiah ben Joseph (Sa‘adyah ben-Yoseph) (882年 エジプト -942年)：医師・哲学者・キリスト教学者（ゲオニーム、ガオン）
- イサーク・ベン・ソロモン・イスラエリ　Isaac ben Solomon Israeli (830/50頃-932/50頃)：新プラトン主義

## 11世紀
- ハナンエル・ベン・フシエル（ラッベーヌー・ハナンエール、アナネル）, Rabbi Hananeel(Hananel, Ananel) ben Hushiel, Rabbenu Hananel (980/90年頃-1056年頃)：チュニジア・カイロワン Kairowan に住んだラビ。セファルディム式タルムード註解
- ハイユージュ・ユーダー・ベン＝ダーウィード（アブー・ザカリーヤーア・ヤフヤ・イブン・ダーウード）　Chayyuj Yhudah ben David ：ヘブライ語言語学者。ヘブライ語文典を完成
- コンスタンティヌス・アフリカヌス　Constantinus Africanus (1020年頃-1087年頃)：カルタゴ出身の修道士。ユダヤ教徒による医学書をラテン語訳し、ヨーロッパの医学界に大きな影響を与えた
- バフヤ・イブン・パクダ　Bachya ben Joseph ibn Paquda(Pakuda)：
- アブラハム・イブン・ダウド　Abraham ibn Daud (-1180年頃)：アリストテレス主義
- ラビ・イツハク・ファーシー（アルファーシー、アルパーシー）　Rabi Yitzhaq Fasi(Isaac Alfasi(Alpasi), Rif) (1013年-1103年)：マグレブとスペインのタルムード学者。リフ版タルムード、「セフェル・ハラホット」、レスポンサ （リショニーム）
- ソロモン・イブン・ガビーロール（アビケブロン）　Solomon ben Yehudah ibn/ben Gabirol(Avicebron) (1022年頃-1050/70頃)：新プラトン哲学者・詩人。中世ヨーロッパ思想に影響。聖歌「王冠 Keter malkut」など
- ラシ（ラビ・シュローモー・イツハーキー、シュローモー・ベン＝イツハーク）　Rabbi Shlomoh (ben) Yitzchaqi(Rashi) (1030年-1105年頃)：ヘブライ文字（ラシ書体、ラシ字体）。聖書とタルムードを解釈
- ナータン・ベン＝イェヒエル（ナータン・ベン＝イェキエル）　Nathan ben Jechiel (1035年頃-1106年)：イタリアのラビ。タルムード辞書「アールーフ　'arukh」
- モーゼス・イブン・エズラ　Moses ben Jacob ha-Sallach ibn Ezra (1060年頃-1139年頃)：
- ヨセフ・ベン＝イツハク・キムヒ（リカム）　Joseph ben Isaac Kimhi (1105 プロヴァンス -1170)
- モーシェ・ベン＝ヨセフ・キムヒ（レマク ReMaQ）　Moses Kimhi (?-1190)
- ダヴィド・キムヒ（ラダク、レダク）　Rabbi David Kimhi/Qimchi (Radaq) (1160年 フランス -1235年)：ヘブライ語文法・辞典の基礎
- ユダ・ハ＝レヴィ　Judah ha-Levi (1085年-1141年)：律法学者・哲学者（宗教哲学）・詩人。クザーリ Kuzari においてギリシア哲学・キリスト教・イスラム教を批判
- ラビ・シュムエル・ベン・メイール（ラシュバム）　Rabbi Shmuel ben Meir (Rašbam)：ラシの孫、トサフィスト、聖書註解
- アブラハム・イブン・エズラ　Abraham ben Meir ibn Ezra (1092年-1164/67年)：哲学・数学・天文学・医学。聖書註解学の黄金時代。イェフダー・ハレヴィの女婿
- マイモニデス（ラムバム）　Moses Maimonides (Mosheh ben Maimon) (Rambam) (1135年-1204年)：「ミシュネー・トーラー（第二のトーラー：cf.ミツワーの一覧）」、13の信仰箇条など （リショニーム）
- アブラハム・ベン・モーシェ＝ベン・マイモーン　Abraham ben Mosheh ben-Maimon (1186-1237)：「神のエベド（預言者・義人などのこと。エベド・ハッシェームで「神の僕」などとも訳される）を満足させる書物」は、意イブン＝パクダよりもスーフィズムに近い

## 12世紀
- ヤコブ・タム　Jacob Tam / Ya'aqob ben Me'ir, "Rabbenu Tam" （リショニーム）：ラシの孫、トサフィスト
- トゥデラのベンヤミン　Benjamin de Tudela：ラビ・旅行家。インド・イラク・イエメン・地中海諸国などを旅行。「Massa‘ot shel Rabbi Binyamin（ラビ・ベンヤミンの旅）」
- ラビ・イェフダー・イブン・アッバース（アブー・アル＝バーガ・イブン＝アッバース・アル＝マグリービー）　Yehudá aben Abbas, Abu al-Baga ibn Abbas al-Maghribi (?-1163)：フェズの詩人：ピユート"‘ēth ša‘ărēy rātzôn"...
- イブン・ルシュド（アベロエス）　Ibn Rushd：イスラム教徒の大哲学者
ユダヤ教徒の翻訳活動によってイブン・ルシュドのアリストテレス注解がキリスト教世界に伝えられ、スコラ学の拠り所となった
- イェフダー・ベン＝シャウル・イブン＝ティボン　Judah ben Saul ibn Tibbon (1120年　グラナダ -1190年以降) ：息子シュムエル Samuel ben Judah ibn Tibbon (1150年-1230年) と共に優れた翻訳者
- ヌールッ＝ディーン・アブー＝イスハーク・アル・ビトルジー　Nuru'd-Din abu-Ischaq al-Bitruji：「天文書　Kitabu'l-Hay'ah」は1259年ヘブライ語訳された。

## 13世紀
- ジュースキント・フォン・トリンベルク（**）　Süßkind von Trimberg (1200年頃-13c)：ドイツ語ミンネゼンガー、ユダヤ教音楽家：ブクスハイム・オルガン曲集などに残る
- モーシェ・ベン・ナフマン・ジェロンディ（ナフマニデス、ラムバン）　Nahmanides(Moshe ben Nahman Gerondi)(Ramban) (1194年-1270年)：ラビ・哲学者・聖書注解・カバラ研究（リショニーム）
- バル・ヘブライオス　Bar Hebraeus(Abulfaragius) (1226年-1286年)：
- モーシェ・デ・レオン　Mōsheh ben Šemt‘ōbh de Leon (1240年頃-1305年頃)：ゾーハルの実際の作者
- ラシードゥッディーン　Rashid al-Din Tabib Fad‘lu'llah Hamadani (1247年-1318年)：イルハン朝宰相（イスラム教に改宗）。イランの二大政治家
- ファラジ・ベン＝サーリム　Faraj ben-Sālim ：アラビアの医学者アル・ラーズィー Muchammad b.Zakarīyā' ar-Rāzī の医学書「包括 al-Chāwī」を "Continens" （1279年翻訳完成、1486年にも出版）として翻訳

## 14世紀
- アバ・マリ・アストリュク　Abba Mari ben Moses ben Joseph Astruc de Lunel
- ハスダイ・イブン・シャープルート　Chasdai Abu Yusuf ben Yitzchaq ben 'ezra ibn Schaprut(Shaphrut) (14世紀半ば-) ：トゥデラ出身の医者・政治家・哲学者。ハザール王国と往復書簡を交し（改宗の次第が書かれている）、これはイェフダー・ハレヴィのクザーリーの基礎
- ギヤースッ＝ディーン（ギヤース・アッ＝ディーン）　Ghiyathu'd-Din bin(ibn, ben) Rashid'ud-Din Fad‘lu'llah (-1336年)：イル汗朝宰相（イスラム教徒）
- ヤコブ・ベン・アシェル　Jacob ben Ascher(Ya‘aqōbh bēn ’Āšēr) (1269/70-1340年頃) ：「アルバア・トゥーリーム（四欄：生活、食餌法、個人と家族、民法）」はシュルハン・アルーフの基礎（リショニーム）
- ゲルソニデス（レヴィ・ベン＝ゲルショーン）　Levi ben Gerson(Gersonides) (1288年頃-1344年頃)：哲学者・数学者。「神の戦」
- ハスダイ・クレスカス　Chasdai Crescas (1340年-1410年)：スコラ学。「神の光」

## 15世紀
- ヨセフ・アルボ　Joseph Albo (1380年以前-1444年頃)：
- ドン・イサアク・アブラバネル　Dom(n) Isaac ben Judah Abravanel(Abrabanel) (1437年-1508年)：ラビ、カスティーリャ国務大臣、ナポリ・ヴェネツィア高官、哲学者。トーラー・預言書の註解、ハガダー、アボット（ミシュナー）、「モレ・ネブヒーム」（マイモニデス）の註解。聖書註解学が後世に影響。子供（レオーネ・エブレオ）も有名な医者・哲学者
- アブラオン・ザクート　Abraão ben Samuel Zacuto (1450年頃-1510年以降)：サラマンカ出身のポルトガルのラビ・宮廷天文学者・数学者・歴史家
- アブラハム・ファリソル　Rabbi Abraham ben Mordecai Farissol(Phəritzol) (1451年-1525/26年)：地理学者
- † （非ユダヤ系、キリスト教徒）ヨハン・ロイヒリン　Johann Reuchlin (1455 - 1522)：ドイツにおけるヘブライ学
- † ヨハネス・プフェッファーコルン　Johannes Pfefferkorn (1469年-1523年)：ユダヤ教徒と論争したキリスト教徒
- イェフダ・レオネ・アブラバネル（レオ・ヘブラエウス）(1465年頃-1535年)：哲学者
- フェルナンド・デ・ロハス　Fernando de Rojas (1465年頃-1541年)：キリスト教に改宗した作家
- エリヤ・レヴィータ　Elijah Levita (1469年-1549年)：
- ロスハイムのヨーゼル（ヨーゼル・フォン・ロスハイム）　Josel von Rosheim (1476年 - 1554年)：
- ヨセフ・カロ　Joseph ben Ephraim Qaro(Qaro, Karo) (1488年-1575年)：哲学者・タルムード学、ハラハー編纂・カバラー学。「ベート・ヨーセーフ」およびその簡素化した形の「シュルハン・アルーフ（1565年。1568年イスラエルの地で出版）、別名ユダヤ法典」。今日のハラハーの基礎を築く（リショニーム）
- ダヴィド・レウヴェニ　David Reuveni (1490年頃-1535年頃)：ポルトガルのメシア出現吹聴者

## 16世紀
- ラビ・ユダ・レーヴ（マハラル）　Judah Loew ben Bezalel(Maharal)  (1511年-1609年)
- † ディエゴ・ライネス　Diego  Laynez (1515年-1565年)：イエズス会第二代総会長
- モーセ・コルドベロ　Mose ben Jacob Cordovero (1522年-1570年)：「石榴の庭 Pardes rimmonim」
- モーゼス・イッセルレス（イセレス、レマ）　Moses ben Israel Isserles (1520年?-1572年)：ハラハー編集。註解書「ダルケ・モーシェ」、「マッパー Mappah (1581年)」（「シュルハン・アルーフ」の補遺）（アハロニーム）
- モルデカイ・マイゼル　Mordecai Meisel (Miška Marek Meisel) (1528年 - 1601年)：
- イツハーク・ルリア　haElohi Rabbi Yitzchaq ben Shlomoh Ashkenazi Luria（ハアリ ha'ari　獅子） (1534年?-1572年)：イスラエルの地の神秘主義（カバラー主義）のラビ
- モーシェ・アルカビツ　Moses Ha-Levi Alqabitz (16世紀)
  - シェローモー・アルカビツ（シュロモ・アルカベツ）　Solomon ben Moses ha-Levi Alqabitz - イスラエルの地のラビ。安息日の迎えのピユート「レハー・ドディー lekah dodi... (http://www.jewishencyclopedia.com/view.jsp?artid=171&letter=L)」の作者

## 17世紀
- ハイイーム・ハッ＝コーヘーン　Hayim Hacohen (17c)："Dodi yarad legano"...
- レンチツァのエフライム・ソロモン・ベン・アーロン　Ephraim Solomon ben Aaron fun Lencziza (?-1619年)：ポーランドとプラハのラビ。トーラー註解「kli yaqar （1602年）」（ヘブライ語大聖書で読める）
- イザイーア・ホロヴィッツ　Isaiah Horowitz (1555-1630)
- ヤーコプ・バセヴィ・フォン・トロイエンベルク　Jacob Bassevi Schnules von Treuenberg (1580年 - 1634年)
- ウリエル・アコスタ　Uriel Acosta(Gabriel da Costa) (1585年頃-1640年)
- メナセ・ベン・イスラエル　Manasseh ben Israel (1604年-1657年)
- シャブタイ・ベン・ツヴィ（シャブタイ・ツヴィ）　Shabbetai (ben) Zbhi (1626年-1676年)：シャブタイ派（サバタイ派）、デンメ派。「偽メシア」の一人。
- ハノーファーのレフマン・ベーレンツ　Leffmann Behrends(Liepmann Cohen) of Hanover (1630年頃 - 1714年)
- バールーフ・デ・スピノザ（スピーノーザー） Baruch de Spinoza (1632年-1677年)
- ザームエル・オッペンハイマー　Samuel Oppenheimer (1635年 - 1703年)：神聖ローマ帝国への軍事力補給者
- ザムゾン・ヴェルトハイマー　Samson Wertheimer (1658年-1724年)：オーストリアの財務官、ハンガリー・モラヴィア首席ラビ

## 18世紀
- アブラハム・トレド (17-18c) Abraham Toledo："Noche de alkhad"...
- イェフダー・カルイー (18c) Yehudá Cal'i(Yəhūdhāh Qal‘ī) ："la ketuba de la ley"...
- ベーレント・レーマン　Issachar Be(h)rend Lehmann (1661年 - 1730年)：ハルバーシュタットの宮廷ユダヤ人
- レーブ・ジンツハイム　Loew Sinzheim(Löb Sinzheim) (?-1744年?)：マインツ宮廷の御用達
- ジャン・アストリュック　Jean Astruc (1684年-1766年)：プロテスタント、のちカトリックの医学者・聖書学者（ユダヤ系、キリスト教徒）。現代のトーラー研究の基礎となるモーセ研究をした。ヤハウィスト Yahwist などの用語を初めに使った
- ヨーナタン・アイベシュッツ　Jonathan Eybeschütz (1690-1764)
- ハイイーム・ベン＝モーシェ・ベーン＝アルタール（イブン＝アッタール）　Hayyim ben Mosheh ibn(ben) Attar(Artar) (1696年-1743年)：モロッコとイスラエルのタルムーディスト・カバリスト。聖書註解「オール・ハ＝ハーイーム Or ha-Chayyim」（ヘブライ語大聖書で読める）
- ヨーゼフ・ズュース・オッペンハイマー　Joseph Suess-Oppenheimer (1698年 - 1738年)：ヴュルテンベルク公カール・アレクサンダーの財務官
- レーブ・ジンツハイム Loew Sinzheim(Löb Sinzheim) (?-1744年?) - マインツ宮廷の御用達
- イスラエル・ベン・エリエゼル（バアル・シェム・トーブ、ベシュト）　Israel ben Eliezer, "Baal Shem Tov" (Besht) (1700年?-1760年)：ハシディズム　弟子にはメゼリッチのドブ・ベール（マッギード） Dov-Ber fun Mezeritsh、ヤアコーブ・ヨーセーフ・ハッ＝コーヘーン Jacob Joseph ha-Kohen, レジャイスクのエリメレフ Elimelekh fun Lizhensk, メシュッラム・スーセ en:Meshullam Suse, チェルノブィリのナフーム Nachum fun Tshernobil らがいる
- モーゼス・ルッツァット（ルツァット、ルッツァート）（ラムハル RaMChaL）　Moses Hayyim(Chajam) Luzzatto (1707年-1745年)
- ヴィルナのガオン　Vilna Gaon (1720年 - 1797年) （アハロニーム、ガオン）：聖書・ミシュナーの註解。ミトナグディームを率いた。科学に関心を持ったが、ハスカラーからは遠ざかっていた
- ヤコブ・フランク　Jacob Frank (1726年-1791年)：ポーランドの偽メシア
- モーゼス・メンデルスゾーン　Moses Mendelssohn (1729年-1786年)：ハスカラー（その賛同者・知識人をマスキール maśkīl という）
- ラーファエル・カウラ　Raphael Kaulla & ヘッヒンゲンのカウラ夫人（ハイレ “キーフェ”・アウアーバッハー）　Kiefe(Chaille, のちカロリーネ・カウラ Karoline Kaulla) Auerbacher, "Madame Kaulla" aus Hechingen (1739年 – 1809年)：宮廷ユダヤ人
- ベルディチェフのレヴィ・イツハク Berditshever Levi Yitzchaq (1740年-1810年) ：ヴォリニアのツァディク。崇敬度はバアル・シェム・トーブに次ぐ
- ドゥブノのヤンケフ・クランツ (1741-1804)：Jacob ben Wolf Kranz von Dubno, ドゥブノのマッギード（説教師、語り手のこと） Dubner Maggid：リトアニア出身のマーシャール（mashal, moshil：寓話的形を取る短い箴言、民話的物語）作者
- リャディのラビ・シュネウル・ザルマン　Shneur(Sznojr) Zalman of Liadi (1745年-1813年)：ハバド・ルバヴィッチ・ハシディズムを創設。ヴィルナのガオン（ミスナグディーム）の反対者　歴代レベの息子達はシュネウルゾーン（シュネーアゾーン） Shneersohn 家を名乗る
- （ヨーゼフ・）ダーヴィト・ジンツハイム　(Joseph) David Sinzheim (1745-1812)：アルザス出身のラビ、ナポレオンの開催した「名望家会議 Assembly of Notables（1806年7月）」、「大サンヘドリン」（1807年2月6日〜1808年3月9日）」の「ナーシー」、1808年3月17日「中央長老会 consistoire centrale, Central Consistory」首席ラビ
- ダーヴィト・フリートレンダー　David Friedländer (1750年-1834年)：ハスカラー
- ヴォルフ・ブライデンバッハ　Wolf Breidenbach (1751年 - 1829年) - ヘッセン選帝侯の仲買人、モーリッツ・ヴィルヘルム・アウグスト・ブライデンバッハ（Moritz Wilhelm August Breidenbach）の父
- ザーロモン・マイモン　Salomon Maimon (1753年-1800年)：カント批判

## 19世紀

### 前期
- ラーツァルス・ベンダーヴィト　Lazarus Bendavid (1762年-1832年)
- モーゼス・ゾーファー（ソーフェール、モーゼス・シュライバー）　Moses ben Samuel Sofer(Schreiber) (1763-1839)：宗教学
- ヘンリエッテ・ヘルツ　Henriette Herz (1764年-1847年)：サロン主催者
- ザーウル・アッシャー　Saul Ascher (1767年-1822年)
- イスラエル・ヤーコプソン（イスラエル・ヤーコプゾーン） Israel Jacobson (1768年 - 1828年) - 博愛家、宗教改革者（改革派のさきがけ）、ブラウンシュヴァイク宮廷の宮廷仲介人。「宮廷ユダヤ人」の最後の世代
- † フリードリヒ・シュライエルマッハー　Friedrich Schleiermacher (1768年-1834年)
- ラヘル・フォン・ファルンハーゲン　de:Rahel von Varnhagen(Levin) (1771年-1833年)：サロンの花形、フェミニズム運動
- ナフマン・ブラツラフ　Rabbi Nachman of Bratslav (1772年-1811年)
- ナフマン・クロホマル　Nachman Krochmal (1785年-1840年)
- コツクのレベ・メナヘム・メンデル・モルゲンシュテルン　Rebbe Menahem Mendel (Morgenstern) fun Kotzk(Kutzk), Kotzker Rebbe (1787-1859)：タルムード学者；ミツワーの偶像崇拝化を恐れた
- イザーク・フランコルム　Isaac Ascher Francolm (1788年-1849年)
- ザーロモン・シュタインハイム　Salomon(Solomon) Ludwig Steinheim (1789年-1822年)
- イザーク・ヨースト　Isaak Marcus Jost (1793年-1860年)

### 後期
- モーゼス・モンテフィオーレ Sir Baronet Moses Haim Montefiore (1784年-1885年)：慈善家。エルサレム・ユダヤ人学校設立
- レーオポルト・ツンツ　Leopold Zunz (1794年-1886年)：近代ユダヤ学、改革派、シオニズム、"Zeitschrift für jüdische Theologie (1835-1847)"
- ツヴィ・カリシャー　Zwi Hirsch Kalischer(1795年　ポーランド -1974年)：ラビ・シオニズム思想家
- イェフダー・アルカライ　Yehudah Alcalay (1798年-1878年)：宗教シオニズム
- イザアク・ダ・コスタ　Isaäc da Costa (1798年-1860年)：ポルトガル系のオランダの文学者（カルヴァン派に改宗）
- エードゥアルト・ガンス　Eduard Gans (1798年-1839年)：ドイツにおける比較法学の建設者
- ツァハリアス・フランケル　Zacharias Frankel (1801年-1875年)
- ネイサン・マーカス・アドラー　Nathan Marcus Adler (1803年-1890年) ：ロンドン首席ラビ
- ザーロモン・ズルツァー　Salomon Sulzer (1804-1890)：オーストリア、改革派ユダヤ教音楽
- アイザック・リーザー　Rabbi Isaac Leeser (1806-1868)：アメリカの正統派ラビ
- ザムゾン・ラァーファエル・ヒルシュ　Samson Raphael Hirsch (1808年-1888年)：新正統派を創設
- ザーロモン・フォルムシュテッヒャー　Salomon Formstecher (1808年-1889年)
- ダーヴィト・アインホルン　David Einhorn (1809年-1878年)：アメリカでユダヤ教改革運動を指導
- サミュエル・アドラー　Rabbi Samuel Adler (1809-1891) ：フェリックス・アドラー Felix Adler の父
- アーブラハム・ガイガー　Abraham Geiger (1810年-1874年)：近代ユダヤ学、改革派、世界宗教としてのユダヤ教、非シオニズム
- デーレンブルク（ドランブール）父子　Derenb(o)urg
  - ジョゼフ・ドランブール（ヨーゼフ・デーレンブルク）　Joseph Derenbourg (1811年-1895年)：東洋学、タルムード学、古代南アラビア語（ヒムヤル語など）研究
  - アルトヴィグ・ドランブール　Hartwig Derenbourg (1844年-1908年)：東洋学、宗教学、古代セム語（アラビア語学、古代南アラビア語、フェニキア語）研究
- イスラエル・リプキン＝サランテル　Rabbi Yisrael ben Z'ev-Wolf Lipkin-Salanter (1810-1883)：ムーサール運動**の指導者
- モーゼス・ヘス　Moses Hess (1812年-1875年)：
- ザームエル・ヒルシュ　Samuel Hirsch (1812年-1875年)：ドイツ・アメリカの改革派の草分け、ユダヤ教科学（ユダヤ学） Wissenschaft des Judentums 創設者の一人
- ギンヅブルク家（ギュンツブルク家）　Baron Gincburg(Gintsburg, Günzburg) - 銀行家、「ロシア・ユダヤ人の文化促進の会」のパトロン
  - オシップ（ヨシフ・エヴゼル）・ギンヅブルク　Baron Joseph Günzburg, Osip(Iosif-Evzel) Gabrielovič Gincburg (1812 - 1878)：ギュンツブルク家初代、ベラルーシ出身の慈善家・銀行家
  - ゴラツィー・ギンズブルク　Baron Horace Günzburg, Goracij O. G. (1833 - 1909)：ウクライナ出身の実業家、慈善家、ロシア帝国の圧政下のユダヤ教徒のための闘士
  - ダヴィト・ギンヅブルク　Baron David Günzburg, David G. G. (1857 - 1910)：ウクライナ出身のヘブライスト・東洋学者（アラビア語、中世ユダヤ系詩人)
- † フランツ・デーリチ（デリッチ、デーリッチ）　Franz Delitzsch (1813年-1890年)：ユダヤ教に精通し、旧約聖書研究を行い、新約聖書のヘブライ語訳を作った。アッシリア学者フリードリヒ・デーリチ Friedrich Delitzsch の父
- † クリスチャン・デイヴィッド・ギンズバーグ　Christian David Ginsburg (1831年-1912年) ：ポーランド出身のヘブライ語学者（マソラー学者）・キリスト教宣教師
- グレイス・アギラー　Grace Aguilar (1816年-1847年)：文学者
- ハインリヒ・グレーツ　Heinrich Grätz (1817年-1891年)
- アイザック・メイアー・ワイズ　Isaac Mayer Wise (1819年-1900年)
- レオン・ピンスケル　Leon Pinsker (1821年-1891年)
- モーリッツ・アイスラー　Moritz Eisler (1823年 - 1902年)
- ヤーコプ・ベルナイス　Jakob Bernays (1824年-1881年)
- ジョゼフ・アレヴィ　Joseph Halevy (1827年 トルコ - 1917年)：ファラシャ、イエメンの調査
- インマーヌエール・ドイチュ（ドイッチュ、エマニュエル・ドイッチュ）　Immanuel(Emanuel) Oscar Menahem Deutsch (1829-1873)：オリエンタリスト（東洋学者）、タルムード学者
- モーリッツ・フォン・ヒルシュ（モーリス・ド・イルシュ） Moritz von Hirsch(Maurice de Hirsch) (1830年-1896年)：慈善家。バロン・ド・イルシュ基金 Baron de Hirsch Fund 設立
- イスラエル・メイール・ハコーエン（カガン、ハフェツ・ハイーム、ホフェツ・ハイム）　Rabbi Israel Meir hakKohen(Cohen, Kagan), The Chofetz Chaim (1838-1933) ：「ミシュナー・ブルラー」
- ハーマン・アドラー　Hermann Adler (1839年-1911年) ：イギリス首席ラビ。ネイサン・マーカスの息子
- ザドック・カーン　Zadoc Kahn (1839 アルザス -1905)：フランスの首席ラビ。同化ユダヤ教徒と伝統的ユダヤ人の結合を試みる
- イスラエル・レーヴィ　Israel Lewy (1841-1917) ：ユダヤ思想家
- カウフマン・コーラー　Kaufmann Kohler (1843年-1926年)：改革派指導者
- ソロモン・シェクター（シュロモ・シェヒテル） Solomon(Shlomoh) (Shneur Zalman) Schechter (1850年-1915年)：タルムード学者。ベン・エズラ・シナゴーグでのカイロ・ゲニーザーの発見（シェクター写本 Schechter Letters も参照）、「ベン・シラの知恵」として出版。保守派の創設
- アハド・ハアム（アシェル・ギンズベルク） Ahad haAm(Asher Ginzberg) (1856年-1927年)：社会哲学者・作家
- テオドール・ヘルツル　Theodor Herzl(Herzl Tivadar) (1860年-1904年)：政治的シオニズム

## 20世紀

### 前期
- ヘルマン・コーエン　Hermann Cohen (1842年-1918年)：マールブルク学派
- † エーミール・シューラー（非ユダヤ系キリスト教徒）　Emil Schürer (1844年-1910年)：プロテスタント神学者。アルブレヒト・リッチュルの影響により、初めて初期キリスト教と後期ユダヤ教との関係を認めた
- ヤーコプ & ユリウス・グットマン　Jakob (1845-1919) & Julius Guttmann (1880年-1950年)：ヒルデスハイム・ブレースラウ首席ラビ、宗教哲学 & ラビ・ユダヤ教徒宗教哲学史家、宗教シオニスト
- † ヘルマン・シュトラック（非ユダヤ系キリスト教徒）　Hermann Strack (1848年-1922年)：プロテスタント神学者。ベルリン大学にユダヤ研究所創設、ユダヤ教研究に新生面
- マックス・ノルダウ　Max Nordau(Nordau Miksa) (1849年-1923年)：シオニズム活動家
- イスマール・エルボーゲン　Ismar Elbogen (1849-1920) ：ユダヤ思想家、作家、ワイマール時代の代表的歴史家
- ラビ・フェリックス・アドラー　Felix Adler (1851-1933) ：ラビ、倫理学者、教育家。サミュエルの子。倫理運動 Ethical Culture
- ハーマン・ゴランツ　Hermann Gollancz (1852年-1930年)：ラビ・ヘブライ語学者。イギリスのラビ初の「sir」
- † ルードルフ・キッテル & ゲールハルト・キッテル　Rudolf (1853-1929) & Gerhardt Kittel (1888-1948) ：旧約学、ヘブライ語聖書校訂出版、旧約註釈 / ユダヤ教研究
- ジークムント・フロイト　Sigmund Freud (1856年-1939年)：精神分析・心理学分野にユダヤ系学者が集中
- エリエゼル・ベン・イェフダー　Eliezer Ben-Yehuda (1858年-1922年)：現代ヘブライ語
- ラザロ・ルドヴィコ・ザメンホフ　Lazaro Ludoviko Zamenhof (1859年-1917年)：超宗教的な思想を説いた哲学者でもある
- † キャリー・チャップマン・キャット　Carrie Chapman Catt(Lane) (1859-1947) ：ユダヤ教徒とキリスト教徒の協力のため努力
- シモン・ドゥブノフ　Simon Dubnow (1860年-1941年)
- イズリアル・ザングウィル　Israel Zangwill (1864年-1926年)：作家
- アブラハム・クック　Rabbi Abraham Issac ha-Kohen Kook (1865年-1935年)：パレスチナ初代主席ラビ
- フランツ・ローゼンツヴァイク　Franz Rosenzweig (1866年-1929年)
- ジョーゼフ・ハーマン・ハーツ　Joseph H(ermann). Hertz (1872年-1946年) ：ハンガリー出身の大英帝国ヘブライ信徒協会 United Hebrew Congregations of the British Commonwealth 首席ラビ
- マルガレーテ・ズースマン　Margarete Susman (1872年-1966年)：現代ユダヤ思想の位置付け
- ハイーム・ナフマン・ビアリク　Hayyim Nahman Bialik (1873年-1934年)：イスラエル国民詩人
- アブラハム・イェシャヤフ（イザヤ）・カレリッツ　Avraham Yeshayahu Karelitz (1878-1953)：「ハーゾーン・イーシュ（人の声）」
- ヴラジミール・ジャボティンスキー　Vladimir Jabotinsky (1880年-1940年)：詩人、シオニズム活動家
- ヘンリエッタ・ソルド（ヘンリエッタ・ゾールド） Henrietta Szold (1860年-1945年)：ハダサー (Hadassah) 設立
- ナータン・ビルンバウム　Nathan Birnbaum (1864年-1937年)：用語としてのシオニズム、ディアスポラ民族主義、アグダット・イスラエル
- ダーヴィト・ノイマルク　David Neumark (1866年-1924年)
- シャウル・チェルニホフスキー　Shaul Tchernichovsky (1875年-1943年)：ヘブライ語詩人・作家

### 後期
- レーオ・ベック　Leo Baeck (1873年-1956年)：テレジーン生存者。「ユダヤ教の本質」
- スティーヴン・サミュエル・ワイズ　Stephen Samuel Wise(Weiss István Sámuel) (1874年-1949年)
- † フーゴ・グレスマン　Hugo Gressmann (1877-1927)：ベルリン大学ユダヤ研究所長
- ジューダ・レオン・マグネス（ユダ・レオン・マグネス）　Judah Leon Magnes(1877年-1948年)
- マルティン・ブーバー　Martin Buber (1878年-1965年)：宗教哲学、文化シオニズム、イフード運動、「汝と我」
- ヨセフ・トルンペルドール (1880年-1920年) Joseph Trumpeldor
- モルデカイ・カプラン　Mordecai Menahem Kaplan (1881年-1983年)：教育家・哲学者。ユダヤ教神学院 Jewish Thelogical Seminary 教授。再建派を創設。ユダヤ教促進協会 Society for the Advancement of Judaism 創設； 「進化する宗教的文化としてのユダヤ教」；『文明としてのユダヤ教』
- フーゴ・ベルクマン　Hugo Bergmann (1883-1975) ：ユダヤ哲学者、イフード運動支持者
- モリス & テヒラ・リヒテンスタイン　Rabbi Morris Lichtenstein (1889-1938) & Tehillah Lichtenstein-Hirshenson (1929-1970)：ジューイッシュ・サイエンス Jewish Science（1921年（22年）設立の、クリスチャン・サイエンスにヒントを得た、ユダヤ教による生活・精神面での治療・支援とその組織）
- イェヘズケル・カウフマン（エゼキエル・カウフマン）　Jechezkel Kaufman (1889 - 1963)：ポドリア出身のラビ、聖書学者
- シュロモ・ツェイトリン（ソロモン・ツァイトリン）　Shlomo Cejtlin(Tseitlin), Solomon Zeitlin (1892(1886) - 1976)：ヴィテプスク県出身のラビ、宗教学者
- アバ・ヒレル・シルヴァー　Abba Hillel Silver (1893年-1963年) ：ラビ
- ナフーム・ゴルトマン　Nahum Goldmann (1894年-1982年)：ユダヤ百科事典、WJC議長
- イズレイル・ブローディ　Sir Israel Brodie (1895年-1979年) ：大英帝国ヘブライ信徒協会 United Hebrew Congregations of the British Commonwealth 首席ラビ
- サロー・ウィットメイア・バロン　Rabbi Salo Wittmayer Baron (1895−1989)：歴史家
- イグナーツ・マイバウム　Ignaz Maybaum (1897年-1976年)
- マックス・ボーデンハイマー　Max Bodenheimer (1895年-1940年)
- レーオ・シュトラウス　Leo Strauss (1899年-1973年)
- † ヨーアヒム・イェレミーアス（プロテスタント神学者）　Joachim Jeremias (1900-1979) ：ユダヤ教研究所長
- メナヘム・メンデル・シュネウルゾーン（シュネエルソン）　Menachem Mendel Schneursohn (1902年-1994年)：ハバド・ルバヴィッチ派ラビ。メシア?
- ウラジミール・ジャンケレヴィッチ（ヴラジミール・ヤンケレヴィチ）　Vladimir Jankélévitch (1903年-1985年)
- ジョーゼフ・ソロヴェイチク　Joseph Soloveitchik (1903年-1993年)：米国正統派の中心者。ハラハーの代表的哲学者の一人
- エマニュエル・レヴィナス　Emmanuel Levinas (1906年-1995年)
- アブラハム・ヨシュア・ヘシェル（エイブラハム・ジョシュア・ヘッシェル）　Abraham Joshuah Heschel (1907年-1972年)
- ヨシュア・グットマン　Joshua Guttman (1915-)：ガリチア出身の歴史家
- † ヨハネ・パウロ2世　Johannes Paulus II, Karol Józef Wojtyła (1920-2005) ：歴史的和解
- アーサー・ハーツバーグ　Arthur Hertzberg (1921年-)：保守派ユダヤ教の知識人、歴史家
- マックス　Max & ウリエル・ヴァインライヒ　Uriel Weinreich (1926年-1967年)：イディッシュ語学

### 正統派
- List of leaders - 正統派連合
- Famous Rabbis, famousrabbis.com
- Gallery of Our Great - ハバド・ルバヴィッチ
- Biographies of Gedolim, tzemachdovid.org
- Mini-Biographies of Gedolim , chaburas.org
- Cross-referenced Notes on Rishonim and Acharonim (PDF)

### 保守派
- Benson Skoff, 20th century Conservative rabbi

### 超宗派
- Torah Commentator Biographies, kolel.org
- List of Commentators, torahproductions.com
- E-Lectures Glossary